# حمد اللهيب
حمد بن محمد بن سليمان اللهيب (1305هـ/1880م - 1410هـ/1990م) ممرض سعودي، ويلقب بالطبيب حمد رغم أنه لا يحمل شهادة في الطب، يعد رائد تطعيم الجدري في منطقة نجد، عموما والقصيم خصوصا، فهو أول من جلب لقاح مرض الجدري إلى منطقة نجد، وهو أول ممرض رسمي في منطقة القصيم.

## نسبه
حمد بن محمد بن سليمان اللهيب من نسل لهيب من آل محمد بن محمد بن علوي بن وهيب، من الوهبة من قبيلة تميم

## نشأته
ولد حمد اللهيب في بريدة عام 1305هـ، وذهب إلى الكويت مع قوافل العقيلات وهو بعمر 12، وعمل هناك بالتجارة والغوص مع أخيه حتى عودته في عام 1330هـ إلى بريدة حيث تزوج، ثم عاد مرة أخرى للعمل مع أخيه في الكويت، وفي عام 1340هـ ذهب إلى البصرة في العراق وعمل فيها في مستشفى مود، وتعلم في المستشفى طريقة التطعيم ضد مرض الجدري، كما تعلم الكثير من الأدوية على يد أطباء إنكليز في المستشفى، حتى اكتسب خبرة وماهرة فيها، ثم عاد إلى نجد عام 1345هـ وبدا يتنقل بين قراها ومدنها وباديتها ليعالج الأهالي، ثم التحق بالتمريض كممرض رسمي تابع للدولة عام 1369هـ واستمر في عمله حتى تقاعده عام 1410هـ وهو نفس العام الذي توفي فيه، بعد أن أمضى نحو 70 سنة في عمله.

## تطعيم الجدري
يعد حمد اللهيب أول من أدخل تطعيم الجدري إلى نجد، حيث إنه عند عودته من الكويت إلى بريدة لزواجه، وجد أهل نجد أصابهم الجدري، فعاد للبحث عن علاج لهم، فسافر للعراق وعمل داخل مستشفى مود بالبصرة ويتعلم من الأطباء الإنجليز إعطاء اللقاحات، وبعد خبرة اكتسبها من خلال عمله في المستشفيات في العراق عاد إلى نجد جالبا معه اللقاحات وبدا يجوب المدن والقرى النجدية على ظهر جمل وأحيانا حمار، يغيب أياما وشهورا لتحصين الأهالي من مرض الجدري، حيث يحدث جرحا بسيطا بالذراع ويضع عليه قطرات المحلول، واستطاع تحصين جيل بأكمله من هذا الوباء، وفي فترة من الفترات استعين به رسميا لتحصين طلاب المدارس في عنيزة والبدائع، وهو أول من مارس التطعيم ضد الجدري في منطقة نجد قبل أن يستعان به كمستشار فخري في وزارة الصحة لتأسيس عدد من المستشفيات والمستوصفات في عدد من المناطق.

## مساهماته
ساهم في تأسيس مستشفى بريدة المركزي واختيار موقعه الحالي، وعمل في نفس المستشفى، كما استلم مركز جازان الطبي من الدكتور رمزي بأمر من الملك عبد العزيز آل سعود وكان من زملائه الدكتور رشاد فرعون مستشار الملك فيصل فيما بعد، وشارك في تأسيس مستشفى الشميسي بالرياض.